# سیل (مجارستان)
سیل (به مجاری:  Szil) یک شهرداری در مجارستان است که در ناحیه چورنا واقع شده‌است. سیل ۳۱٫۰۳ کیلومتر مربع مساحت و ۱٬۳۳۴ نفر جمعیت دارد.